# Those Who Dance
Those Who Dance is een stomme film uit 1924 onder regie van Lambert Hillyer. De film werd in 1930 opnieuw gemaakt onder regie van William Beaudine. Monte Blue, Lila Lee, William 'Stage' Boyd en Betty Compson hadden de hoofdrollen in die versie.

## Verhaal
Wanneer Mary omkomt bij een auto-ongeluk omdat de bestuurder dronken is, zweert haar broer wraak. Ondertussen reist Ruth naar een stad om haar broer Matt te zoeken.

## Rolverdeling
| Acteur          | Personage   |
| --------------- | ----------- |
| Blanche Sweet   | Rose Carney |
| Bessie Love     | Veda Carney |
| Warner Baxter   | Bob Kane    |
| Robert Agnew    | Matt Carney |
| John St. Polis  | Monahan     |
| Lucille Ricksen | Ruth Kane   |